# Balduin I av Jerusalem

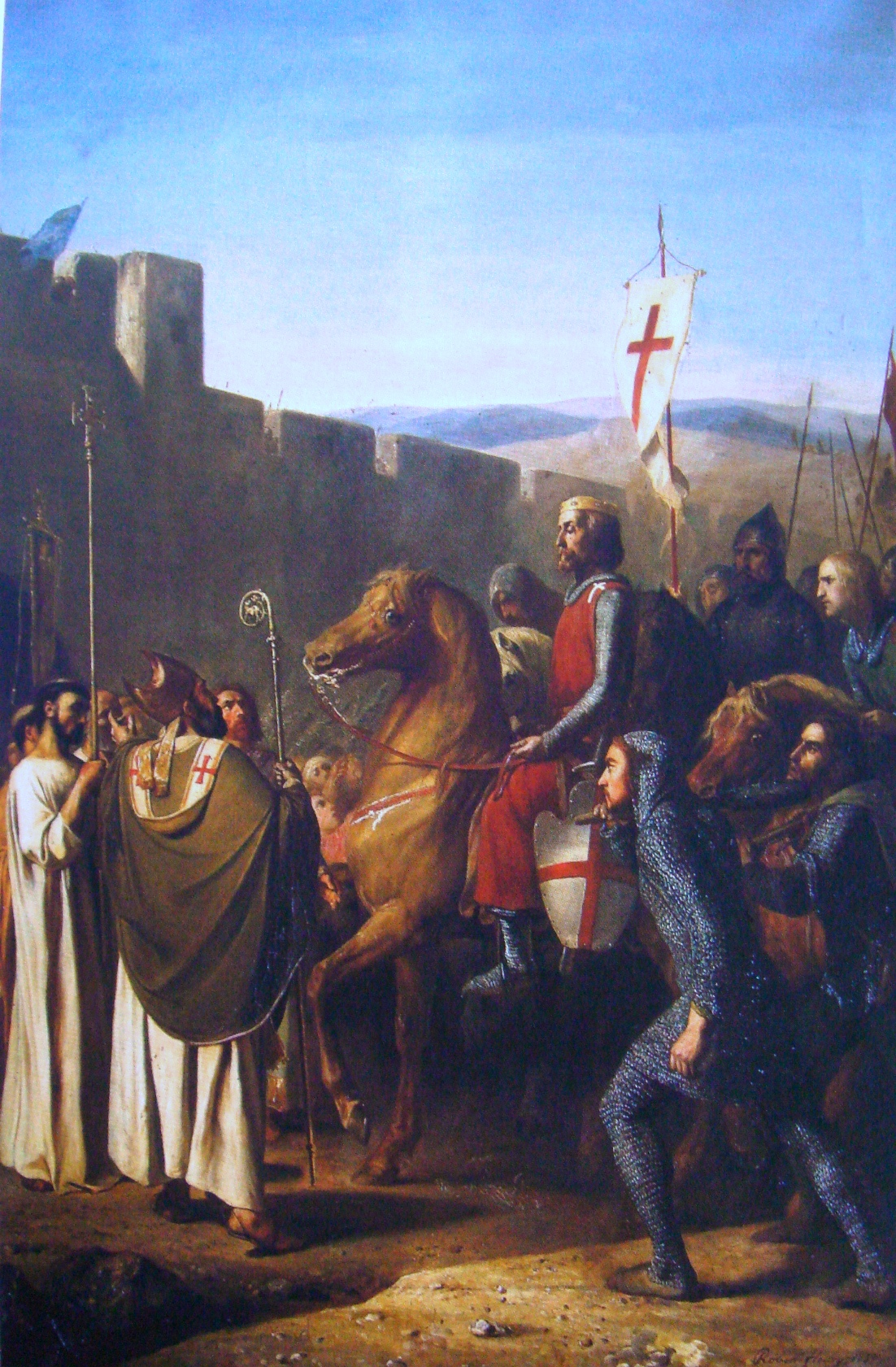
Balduin I av Jerusalem.

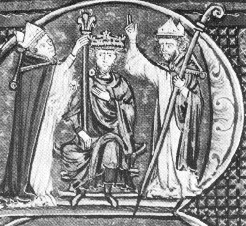
Kröning av Balduin I (från Histoire d'Outremer, 1200-talet).

Balduin I av Jerusalem, född 1058, död 1118, var en fransk korsriddare under första korståget, och blev sedermera kung av Jerusalem.

## Biografi
Balduin var jämte sin bror Gottfrid av Bouillon en av de främsta ledarna av första korståget. Efter erövringen av det seldjukiska riket Ikoniums huvudstad, Nicæa, uppstod splittring bland korsriddarna, och Balduin drog till Edessa för att stödja fursten Thoros mot seldjukerna. Där blev han, efter mordet på furst Thoros, som adopterat honom, furste av grevskapet Edessa 1098. Efter broderns död blev han 1100 kung av Jerusalem, efter att ha besegrat det normandiska partiet bland korsriddarna med patriarken av Jerusalem i spetsen.
Hans inre styrelse var lika kraftig som hans yttre lyckosam, och han erövrade en mängd kuststäder, Arsuf, Caesarea 1101, Akkon 1104, Tripoli 1109, Beirut 1110 och med hjälp av norske kungen Sigurd Jorsalafarare Sidon 1110. Balduin avled 1118, på ett krigståg till Egypten. Han efterträddes som kung av Jerusalem och furste av Edessa av sin systerson Balduin II av Jerusalem.